# 파시에기토
베르나르디노 페레스 엘리사란(스페인어: Bernardino Pérez Elizarán; 1925년 5월 21일, 바스크 주 에르나니 ~ 2002년 10월 21일, 발렌시아 주 발렌시아)은 흔히 파시에기토(스페인어: Pasieguito)로 알려진 스페인의 전 축구 선수이자 감독이다.

## 선수 경력
18시즌에 걸친 현역 시절, 파시에기토는 3개의 구단에서 활약했는데, 발렌시아에서 세 차례 끊어서 활약했다. 발렌시아 소속으로 그는 293번의 경기에 출전해 1949년과 1954년에 코파 델 헤네랄리시모를 우승했다.

## 감독 경력
그는 감독으로도 22년을 활약했는데, 4개의 구단을 지휘했고, 이 중에는 선수 시절에 활약한 발렌시아 외에도 3개 구단을 더 지휘했다. 그는 1979년에 코파 델 레이를 우승했고, 1980년에는 UEFA 슈퍼컵을 우승했다. 그는 사바델의 전성기를 이끈 감독이기도 하다: 그의 지휘 하에 카탈루냐 연고 구단은 1968-69 시즌에 리그를 4위로 마감하여 이듬해 인터시티스 페어스컵 진출권을 손에 넣어 구단 역사상 처음이자 현재까지 마지막으로 유럽대항전에 진출했다.

## 수상

### 선수
발렌시아
- 코파 데 헤네랄리시모: 1948-49, 1954
- 코파 에바 두아르테: 1949

### 감독
발렌시아
- 코파 델 레이: 1978-79
- UEFA 슈퍼컵: 1980